# Императорский университет Кэйдзё
Императорский университет Кэйдзё (яп. 京城帝國大學 Кэйдзё: тэйкоку дайгаку, кор. 경성제국대학, Кёнсон чегук тэхак) — один из девяти японских императорских университетов, существовавший в городе Кэйдзё (совр. Сеул) с 1924 по 1946 годы. Располагался в районе Тосутё (яп. 東崇町). Название университета сокращалось как «城大» (Дзё:дай).

## История университета
Императорский университет Кэйдзё был основан в 1924 году в период правления генерал-губернатора Сайто Макото. Он стал шестым императорским университетом в Японской империи. В университете существовали юридический, инженерный и медицинский факультеты. Существовал также подготовительный факультет.
Преподавание в университете осуществлялось исключительно на японском языке, поэтому большинство студентов составляли этнические японцы.
После окончания Второй мировой войны и получения Кореей независимости, университет стал официально называться по-корейски «Кёнсонский университет» (кор. 경성대학, Кёнсон тэхак) и стал первым университетом послевоенной Кореи.
22 августа 1946 года Кёнсонский университет был закрыт приказом № 102 оккупационных властей США. Позже на его основе был создан Сеульский национальный университет.

## Список ректоров университета
|    | Имя                           | Начало полномочий | Окончание полномочий |
| -- | ----------------------------- | ----------------- | -------------------- |
| 1  | Ариёси Тюити (有吉忠一)       | май 1924          | июль 1924            |
| 2  | Симоока Тюдзи (下岡忠治)      | июль 1924         | ноябрь 1925          |
| 3  | Юаса Курахэй (湯浅倉平)       | декабрь 1925      | апрель 1926          |
| 4  | Хаттори Унокити (服部宇之吉)  | апрель 1926       | июль 1927            |
| 5  | Мацуура Ясудзиро (松浦鎮次郎) | июль 1927         | октябрь 1929         |
| 6  | Сига Киёси (志賀潔)           | октябрь 1929      | октябрь 1931         |
| 7  | Ямада Сабуро (山田三良)       | октябрь 1931      | январь 1936          |
| 8  | Хаями Хироси (速水滉)         | январь 1936       | июль 1940            |
| 9  | Синода Дзисаку (篠田治策)     | июль 1940         | март 1944            |
| 10 | Ямага Синдзи (山家信次)       | март 1944         | август 1945 (?)      |